# Neuville-sur-Authou
Neuville-sur-Authou é uma comuna francesa na região administrativa da Normandia, no departamento de Eure. Estende-se por uma área de 5,48 km². Em 2010 a comuna tinha 193 habitantes (densidade: 35,2 hab./km²).